# Notre-Dame (Auxonne)

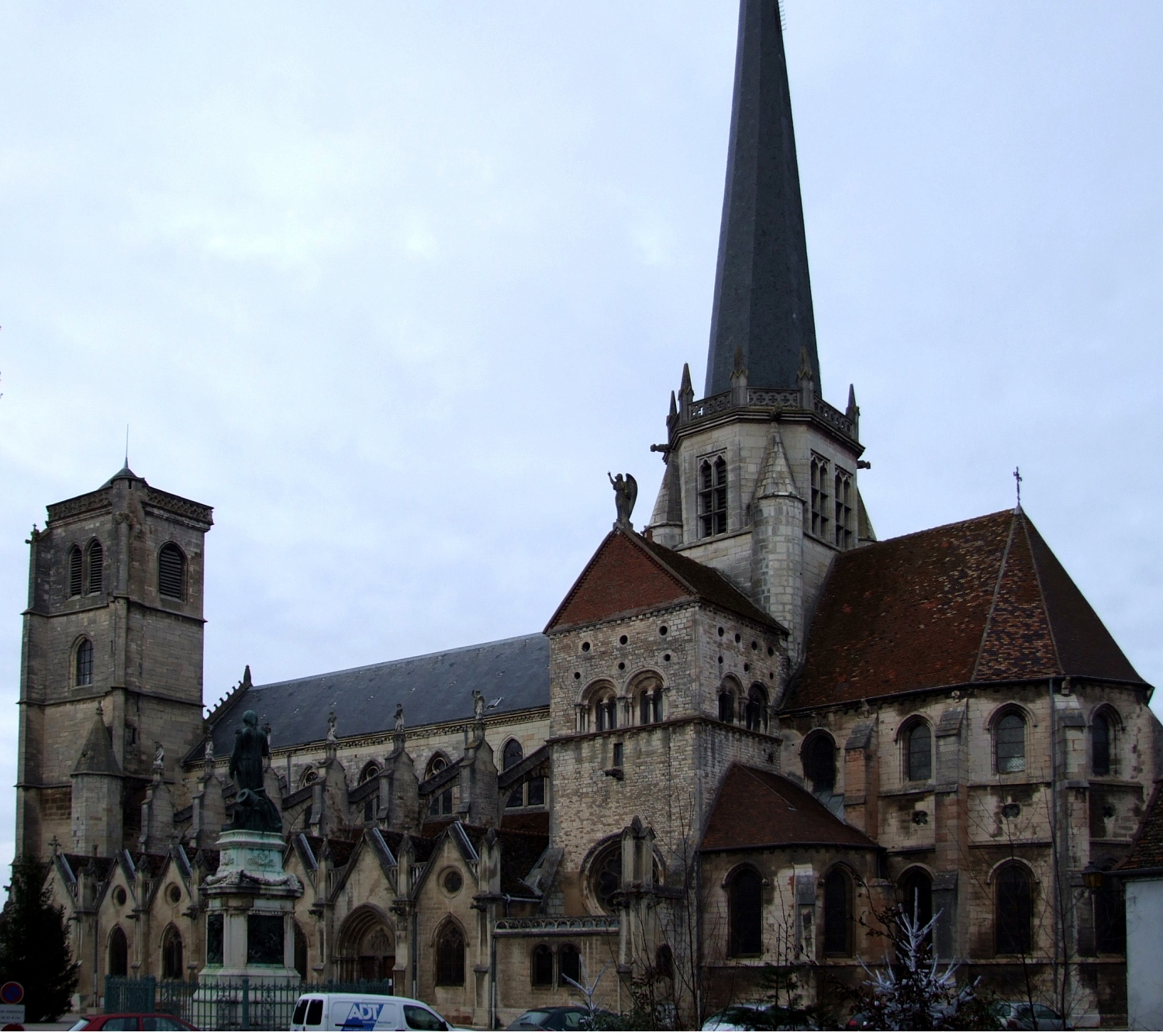
Südansicht mit romanischem Querhaus

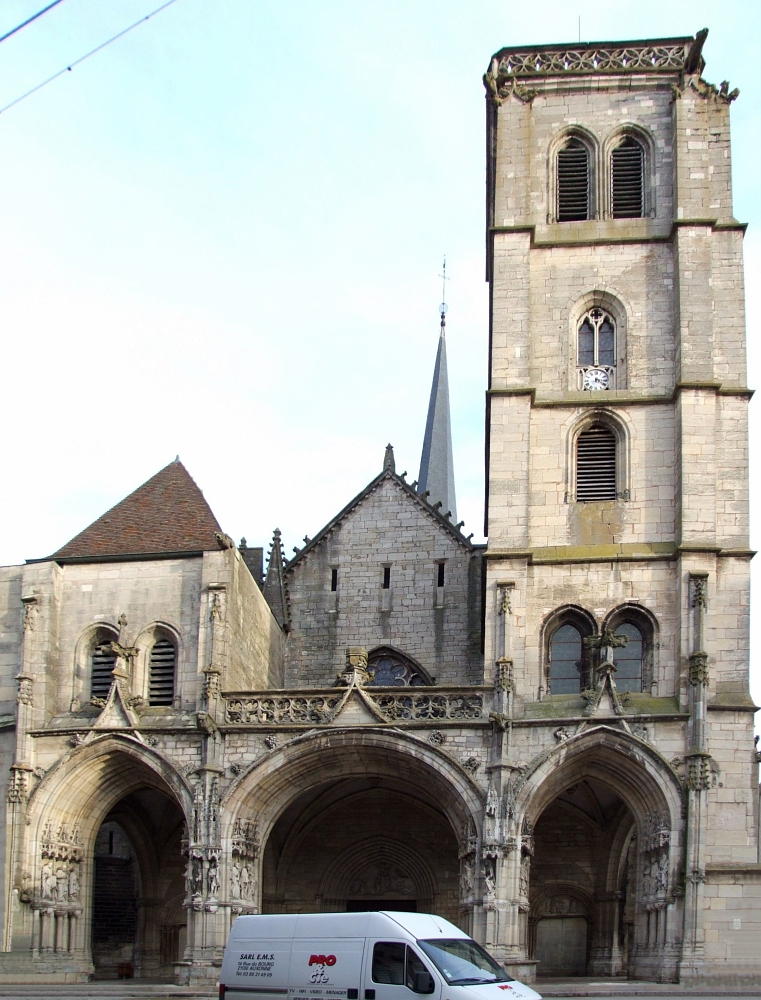
Westfassade

Die ehemalige Stiftskirche Notre-Dame in Auxonne (Département Côte-d’Or) gehört zu den wichtigsten Schöpfungen der frühen Gotik in Burgund.

## Geschichte
Anstelle eines romanischen Vorgängerbaus, von dem sich über dem südlichen Querschiff ein turmartiger Aufbau erhalten hat, wurde um 1200 mit dem Bau eines neuen Hauptschiffs begonnen, dann folgte der Chor und die Seitenapsiden. Gegen 1250 war der Bau vollendet. Spätere Veränderungen waren die im 14. und 15. Jahrhundert errichteten Seitenkapellen und v. A. die um 1516 durch Maître Loys, dem Baumeister von Saint-Michel in Dijon erneuerte Portalanlage. Ein 1525 im Turm installierter Jacquemart ist heute verschwunden. Bei einer Restaurierung in der zweiten Hälfte des 19. Jahrhunderts wurde der Vierungsturm vollständig erneuert, der gegenüber dem vorherigen um elf Meter höher ausfiel.

## Beschreibung
Die Kirche ist eine dreischiffige Basilika mit Chor und Querhaus mit Vierungsturm und zweitürmiger Westfassade (der Nordturm der Fassade ist gekappt). Die Hochschiffswände des siebenjochigen kreuzrippengewölbten Langhauses sind dreigeschossig gegliedert durch Seitenschiffsarkaden, Triforium und Obergaden. Die für die burgundische Gotik typische zweischalige Wand ist hier nur angedeutet durch Triforium und Laufgang im Obergaden. Die Obergadenfenster der östlichen Joche sind wie die Fenster im Chor noch maßwerklose Lanzettfenster. Die dreigeschossige Gliederung setzt sich im Chor fort. Hier liegen hinter dem Triforium diagonal gestellte Kleeblatt-Fenster.
Der Narthex des 16. Jahrhunderts ist eine der letzten Werke in gotischen Formen in Burgund (die im 19. Jahrhundert ergänzten Skulpturen orientieren sich am Mosesbrunnen von Champmol).

## Ausstattung

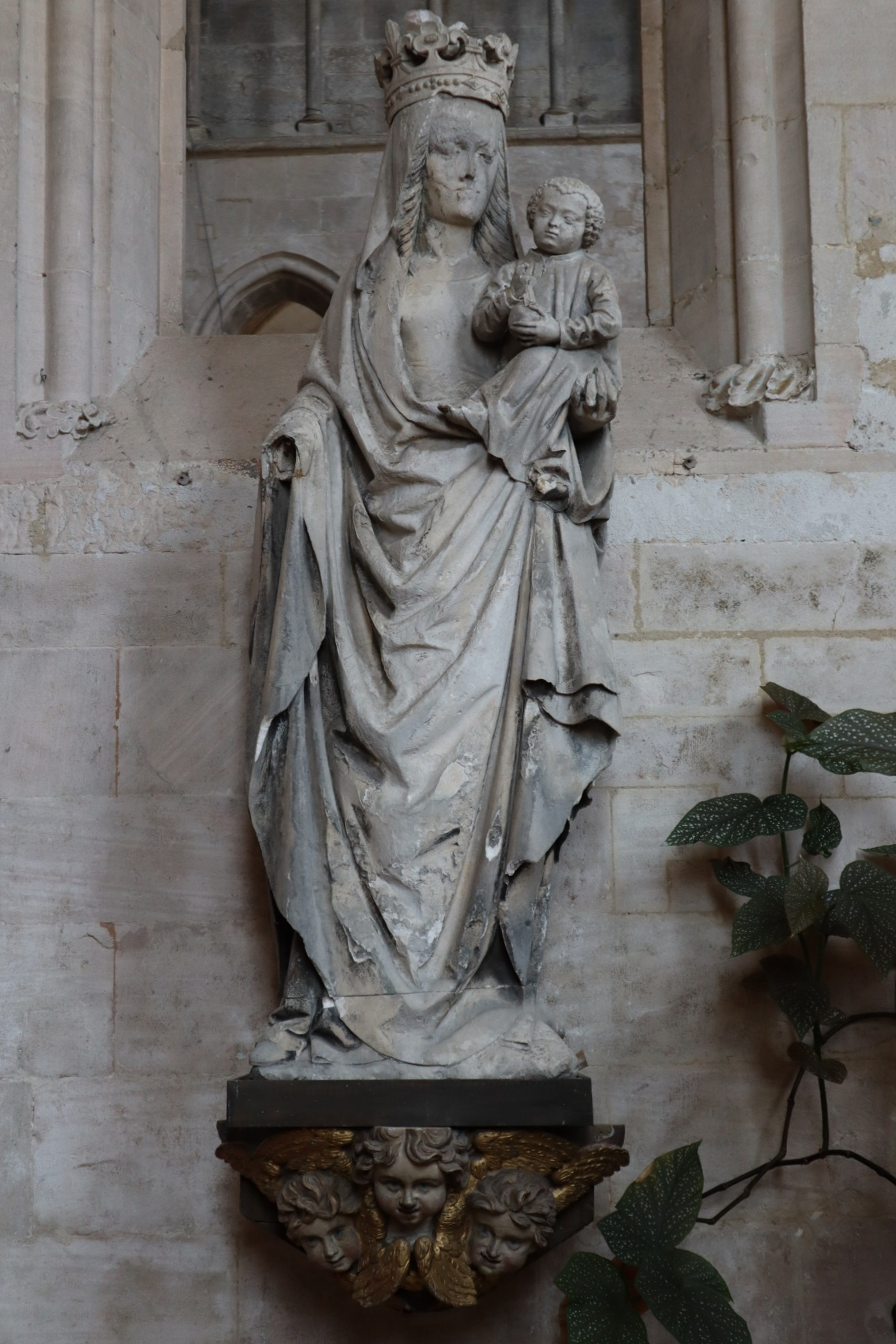
Madonna und Kind von Juan de la Huerta

Das bemerkenswerteste Ausstattungsstück der Kirche ist eine 1447 ursprünglich an der Porte de Pantesson aufgestellte Madonna, die dem in Dijon tätigen spanischen Bildhauer Juan de la Huerta zugeschrieben wird.

### Orgel

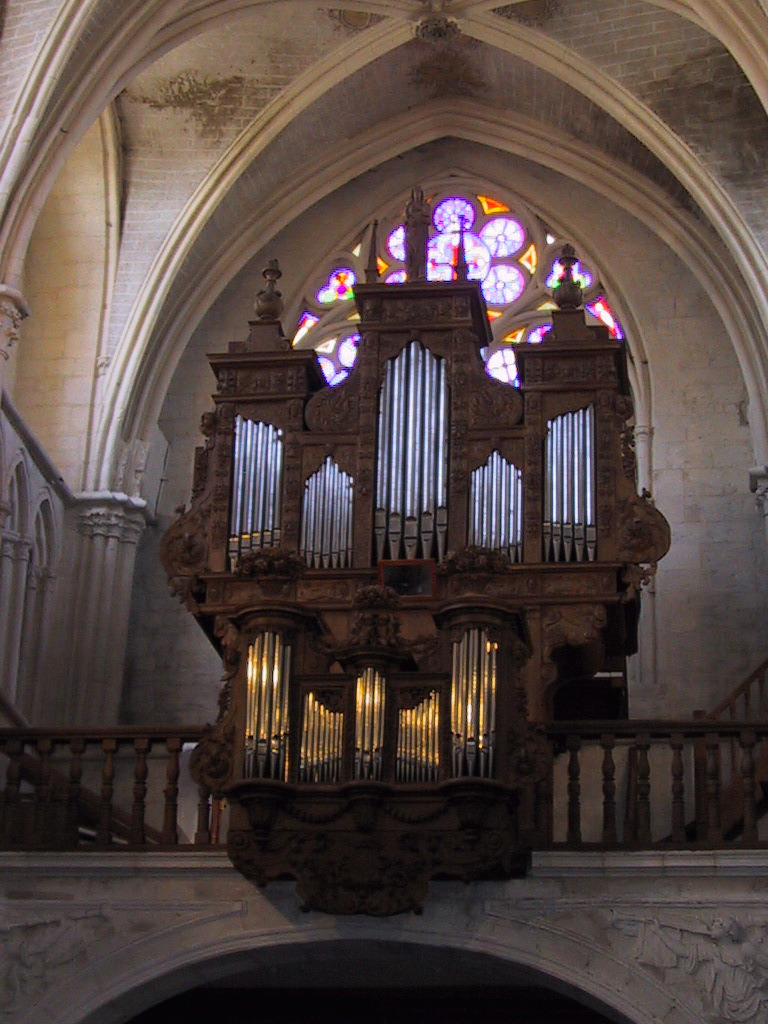
Blick auf die Orgel

Die Orgel geht zurück auf ein Instrument, das 1615 von dem Orgelbauer Simon Duprey erbaut worden war, und das 1716 um ein Positiv und 1746 um das Pedal erweitert wurde. In den Jahren 1789–1790 wurde das Instrument durch den Orgelbauer François Callinet reorganisiert. Nach der Restaurierung durch Laurent Plet (Troyes) hat die Orgel heute wieder folgende Disposition:
| I Positif C, D–f3 |                      |        |
| 01.               | Dessus               | 8′     |
| 02.               | Bourdon de chem.     | 8′     |
| 03.               | Prestant             | 4′     |
| 04.               | Carillon III 0       |        |
| 05.               | Nasard               | 2 ⁄3′  |
| 06.               | Tierce               | 1 3⁄5′ |
| 07.               | Fourniture III       |        |
| 08.               | Cymbale III          |        |
| 09.               | Trompette-Hautbois 0 | 8′     |
| 10.               | Cromorne             | 8′     |

| II Grand Orgue C, D-f3 |                |         |
| 11.                    | Montre         | 08′     |
| 12.                    | Bourdon        | 16′     |
| 13.                    | Bourdon        | 08′     |
| 14.                    | Prestant       | 04′     |
| 15.                    | Grosse Tierce  | 03 1⁄5′ |
| 16.                    | Dessus de      | 08′     |
| 17.                    | Nasard         | 02 ⁄3′  |
| 18.                    | Quarte         | 02′     |
| 18.                    | Tierce         | 01 3⁄5′ |
| 19.                    | Plein Jeu VIII |         |
| 20.                    | Grand Cornet V | 08′     |
| 21.                    | 1ère Trompette | 08′     |
| 22.                    | 2ème Trompette | 08′     |
| 23.                    | Clairon        | 04′     |

| III Récit g0–f3 |            |    |
| 25.             | Flûte II 0 | 8′ |
| 26.             | Cornet V   | 8′ |

| Pedale FF-C,D–f0 |                |     |
| 27.              | Flûte (ab C) 0 | 08′ |
| 28.              | Flûte (ab C)   | 04′ |
| 29.              | Trompette      | 12′ |
| 30.              | Clairon        | 06′ |
| 31.              | Clarinette     | 03′ |

- Spielhilfen: Tremblant doux